# Nagyapold

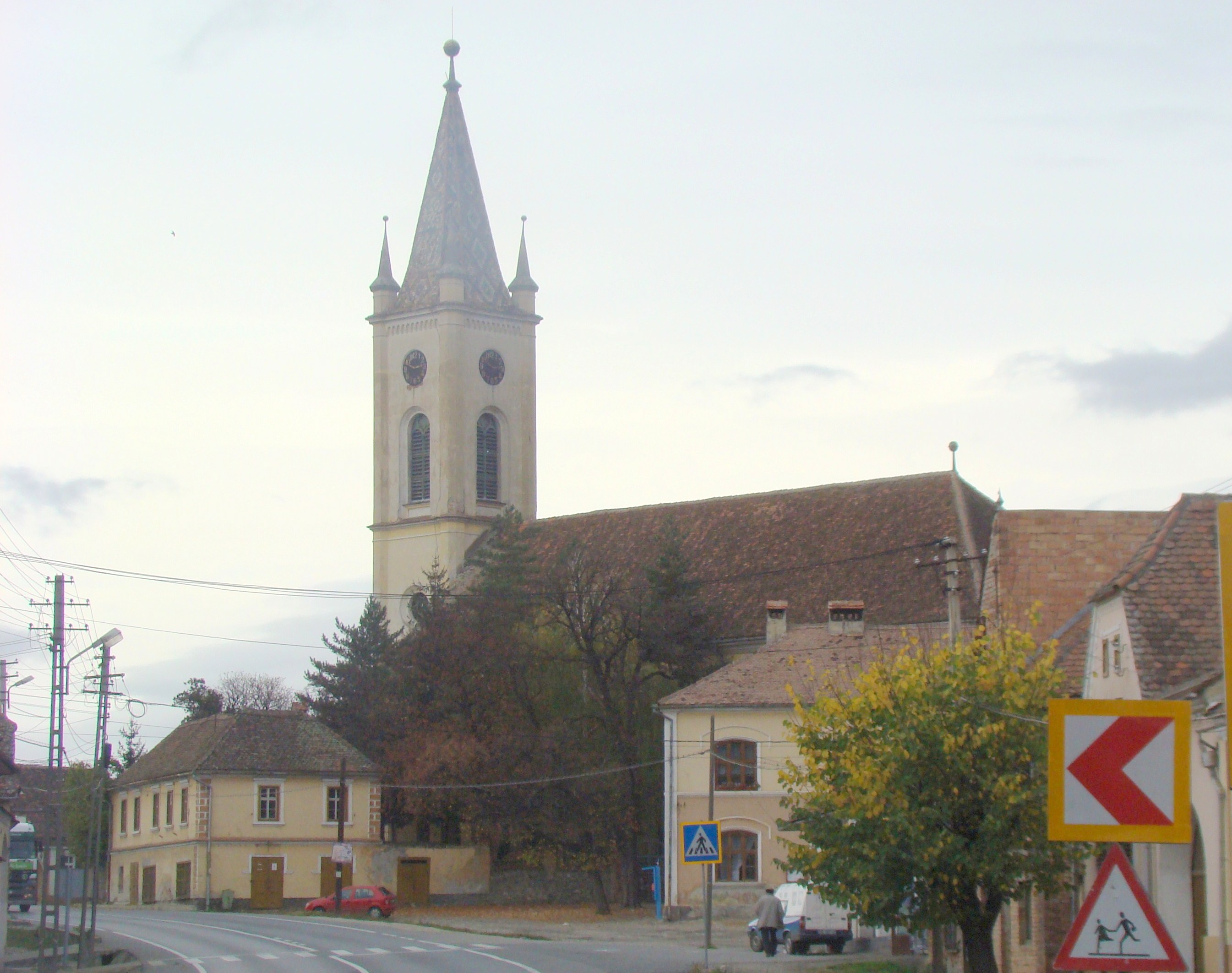
Az evangélikus templom

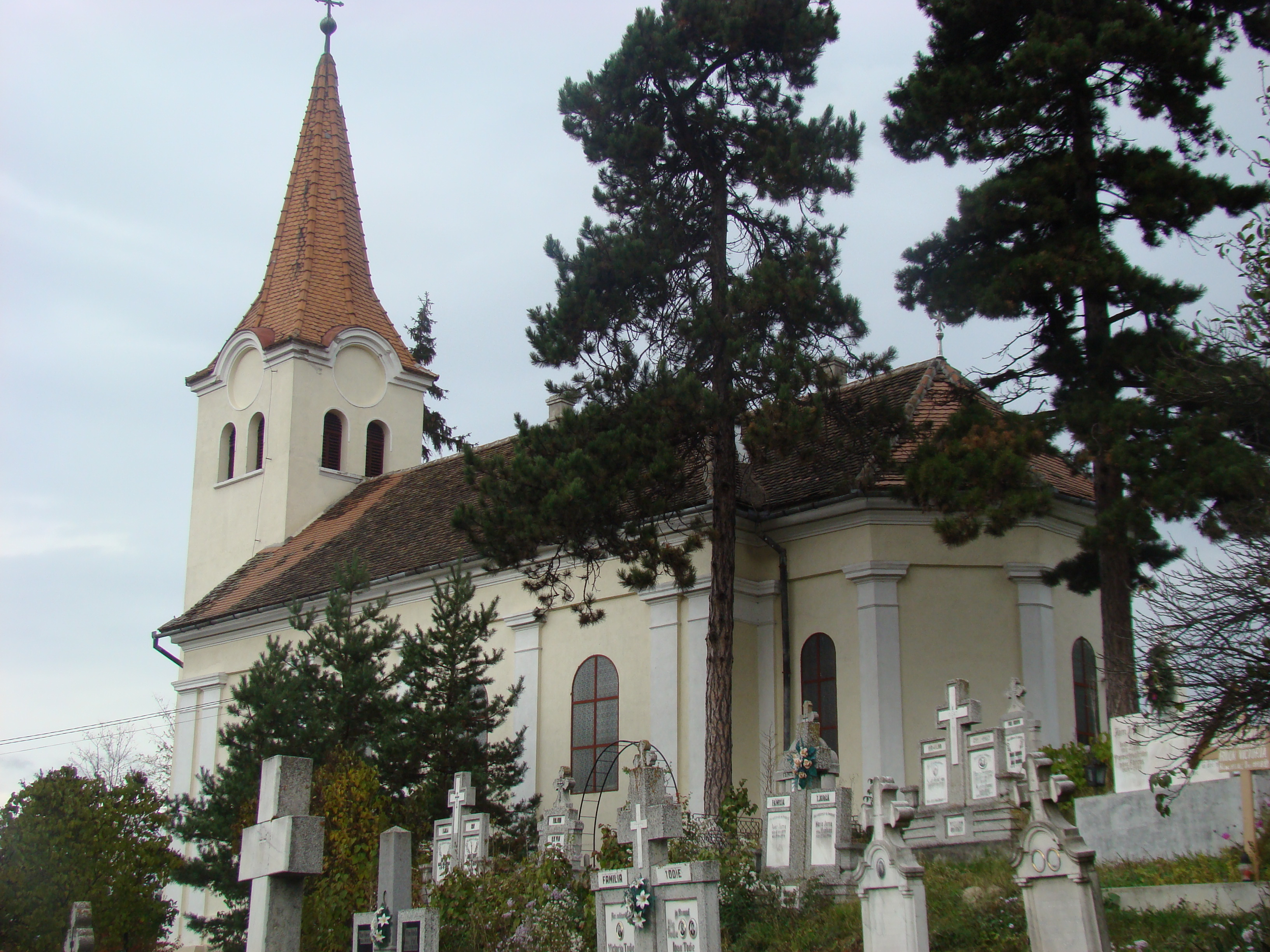
A 18. századi ortodox templom

Nagyapold (románul: Apoldu de Sus, korábban Apoldu Mare, németül: Grosspold) falu Romániában, Szeben megyében.

## Fekvése
Nagyszebentől 31 km-re északnyugatra, az épülő A1-es autópálya mellett, a Nagy-Székás patakba folyó Apold-patak partján fekszik.

## Nevének eredete
Neve valószínűleg egy német eredetű személynévből való. Először 1288-ban, Apoldya néven említették. Későbbi írott névváltozatai: Apold (1290/1301), Apold Superior (1291), Apoldia Superior (1309), Felapold (1354), Apodt (1488), Pol Maior és Appoldia Maior (1501), Apoldt (1508), Eberst pol (1532), Nagy-Apold (1733), Apoldu din szusz (1826), Apoldu Mare (1850), Grosspold (1854).

## Története
Valószínűleg határában állt Cedonia római település. Az ásatások római kori, szőlőültetvényhez kapcsolódó gazdasági épületeket tártak fel.
A középkorban szászok lakták. 1488-ban 71 telektulajdonos családjával Szerdahelyszék legnépesebb települése volt, és iskolája is működött. A 16. század közepétől hetipiacot is tartott, amelyet 1615-ben, mivel engedélyt sosem nyertek rá, a szerdahelyiek féltékenységből betiltattak.
1658-ban a törökök felégették. Emiatt, a rossz termések és az adók következtében 1672-ben a község teljesen eladósodott, és később többször is fizetési haladékot kellett kérnie. Papja az 1690-es években papja attól félt, hogy teljes lakossága elbujdosik.
1756–1758-ban 300 salzkammerguti protestáns telepest – landlert – költöztettek be. A landlerek abszolút többségbe kerültek a lakosságon belül, és később már a teljes német népesség a – szászokétól erősen különböző – landler nyelvjárást beszélte. Ezzel egyidőben gazdasága is felvirágzott, a landlerek szőlőt műveltek és kézművességgel is foglalkoztak. A század folyamán cigányok és románok is megtelepedtek.
1819-ben éves és hetivásár tartására nyert szabadalmat. 1876-ig Szerdahelyszékhez, majd Szeben vármegye Szerdahelyi járásához tartozott.
1945-ben 210 német lakosát hurcolták kényszermunkára a Szovjetunióba. A 186 túlélő egynegyede szabadulásakor Németországot választotta új hazájának. A 20. század végén landler lakóinak többsége elhagyta, de az itt maradottak 1991-ben saját gazdasági társulást hoztak létre, és még tíz évvel a nagy kivándorlási hullám után is saját lelkésze és nyolc osztályos német iskolai tagozata volt.

## Lakossága
- 1850-ben 1608 lakosából 992 volt német, 370 román és 242 cigány nemzetiségű; 989 evangélikus és 612 ortodox vallású.
- 1910-ben 2472 lakosából 1545 volt német, 885 román és 41 magyar anyanyelvű; 1541 evangélikus, 885 ortodox, 26 református és 14 római katolikus vallású.
- 2002-ben 1455 lakosából 1013 vallotta magát román, 364 cigány és 74 német nemzetiségűnek; 1311 ortodox, 70 evangélikus és 56 pünkösdista vallásúnak.

## Látnivalók
- A klasszicista evangélikus templom 1836-ban, tornya 1867-ben épült. Helyén korábban egy román kori templom állt, amelyet a 16. században ovális védőfallal és a fal mentén egy nyolcszögletű és több kisebb toronnyal erődítettek. A falakat 1867-ben elbontották,  a nagy torony 1881-ben beomlott.

## Híres emberek
- Itt született 1839. július 1-én Andreas Rieger acélgyáros.

## Képek

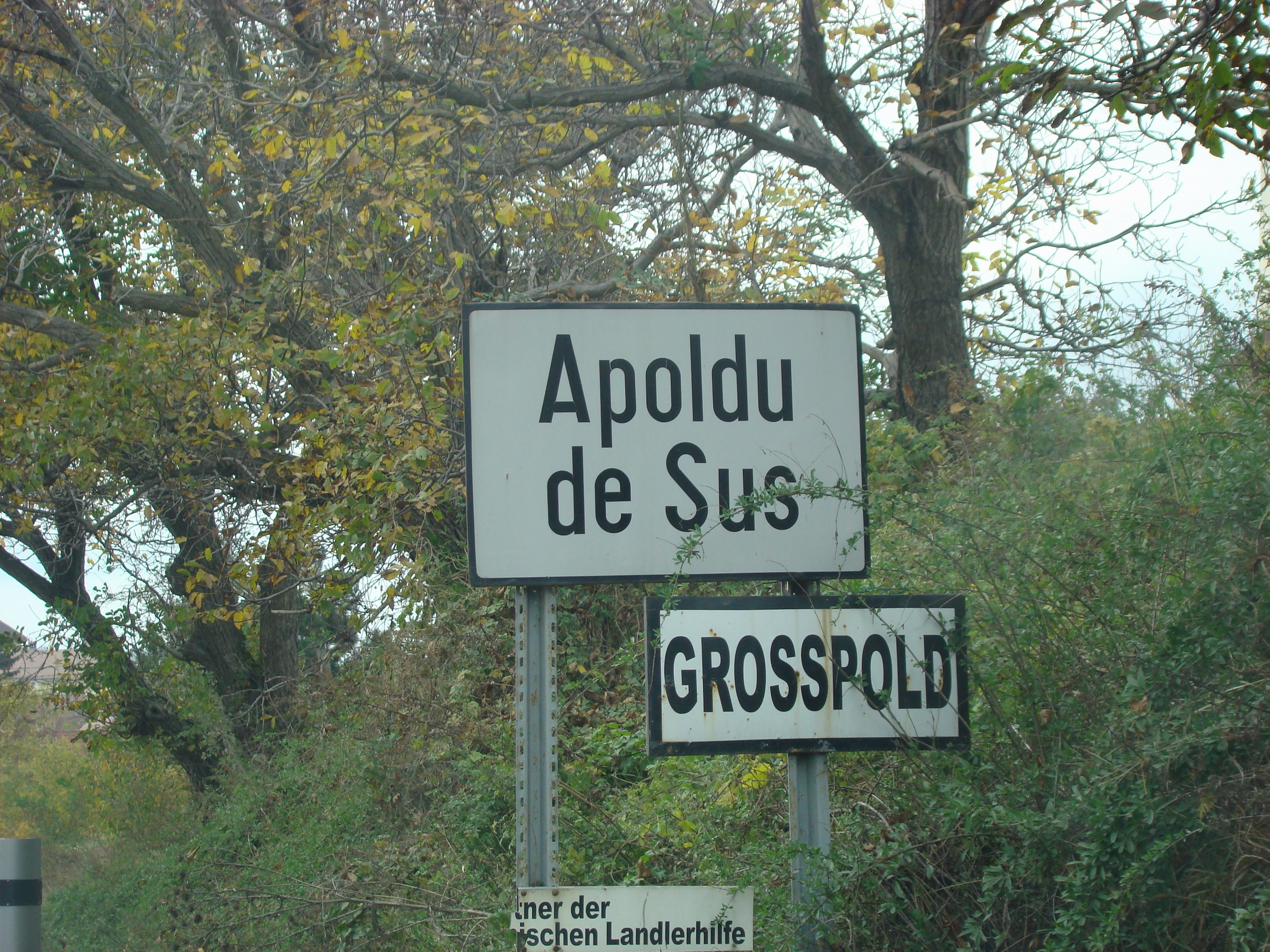
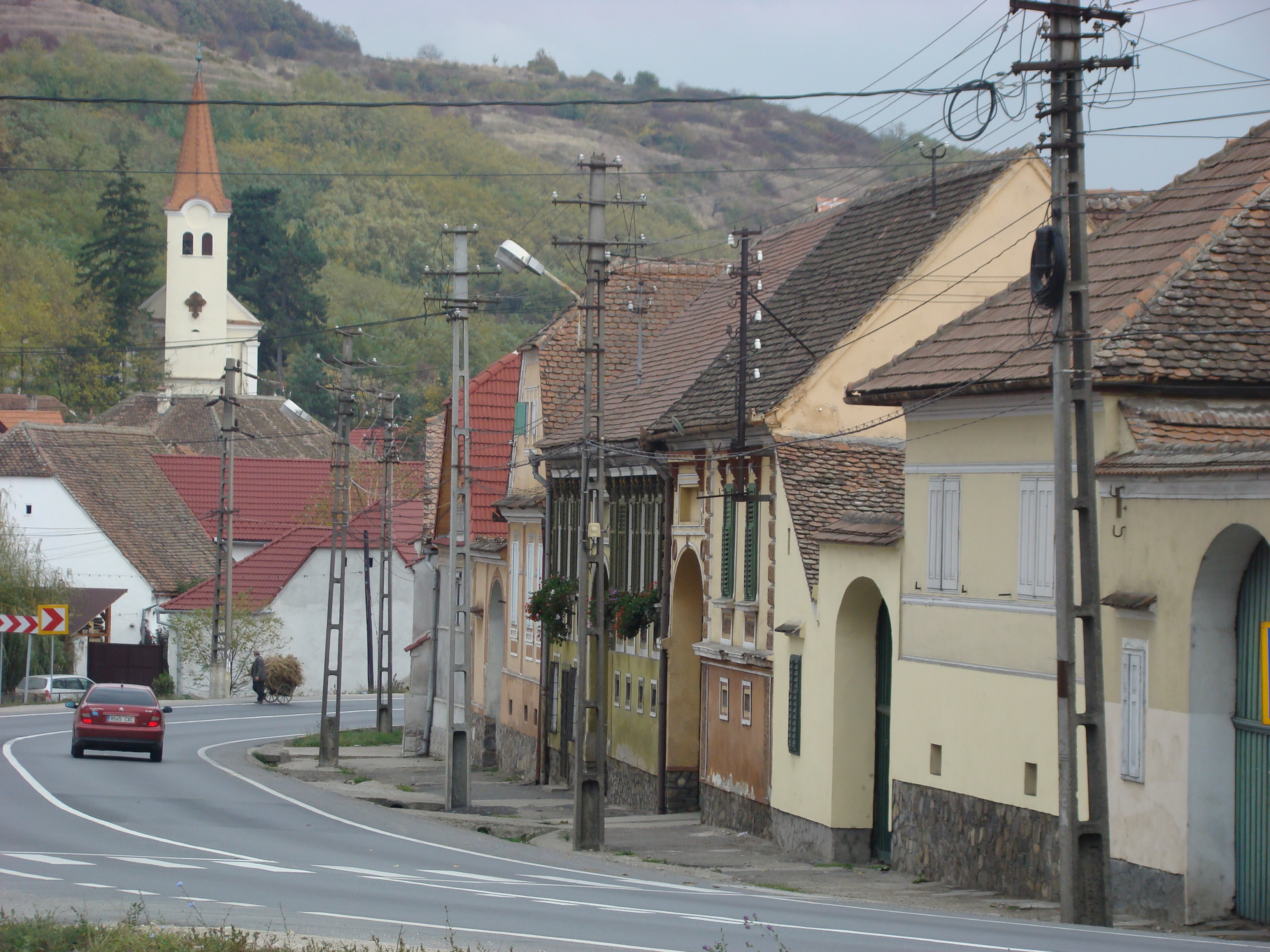
Utcakép, a háttérben az ortodox templommal
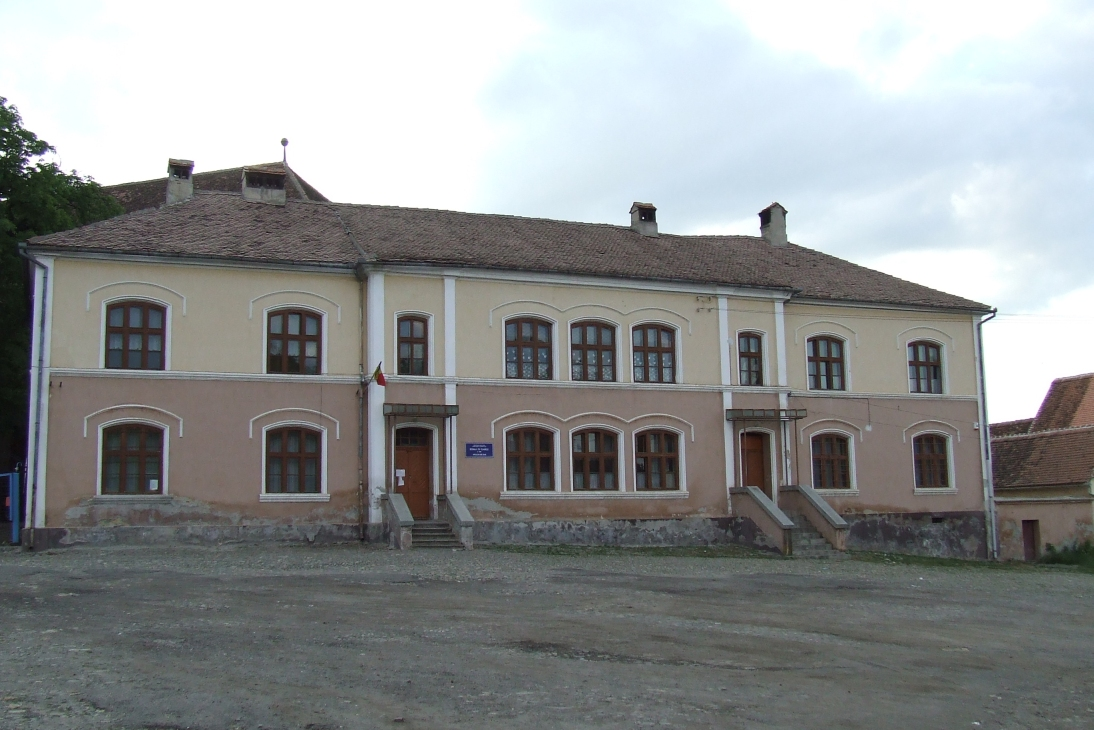
Iskola